# Liste des lacs de l'Alberta

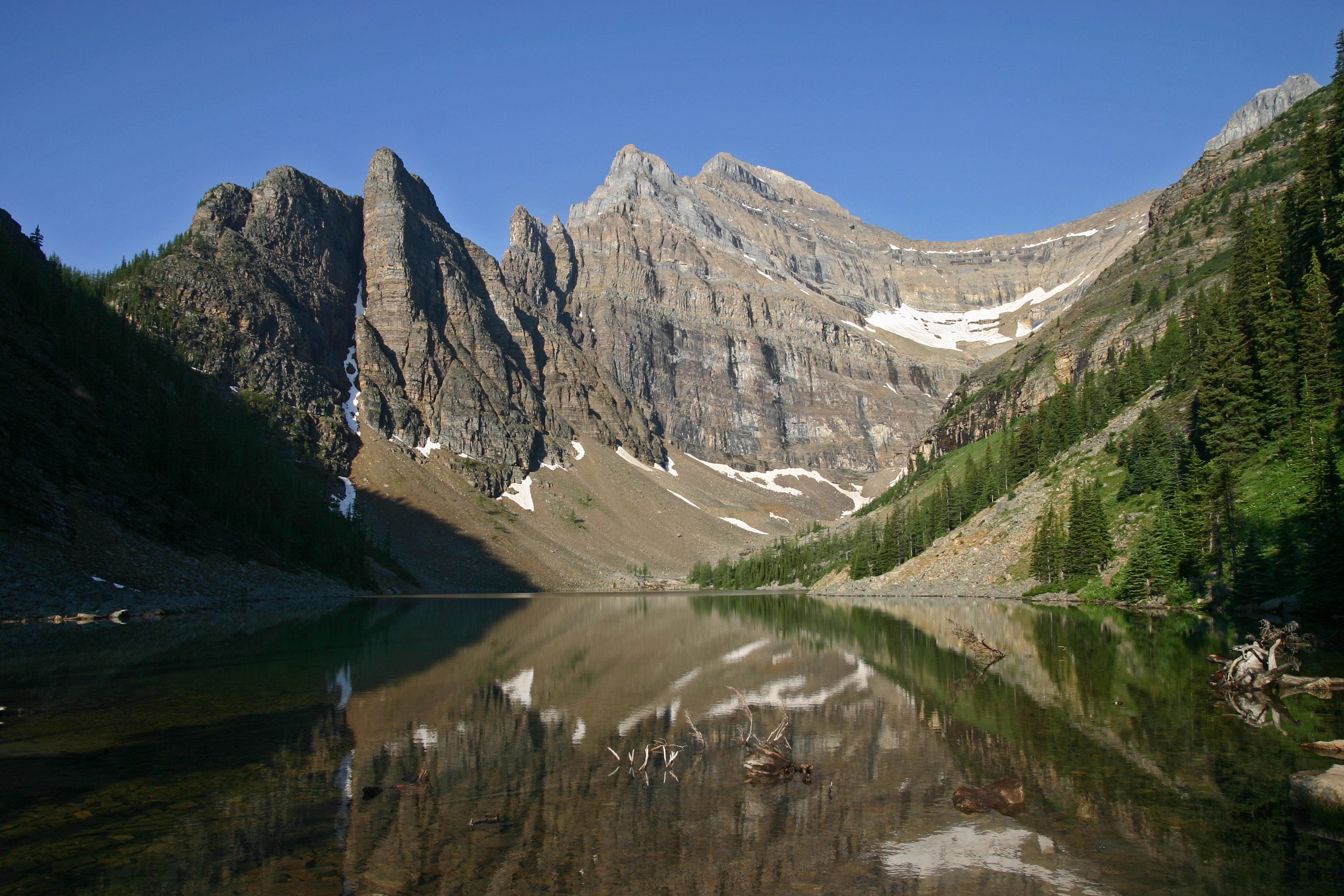
Lake Agnes

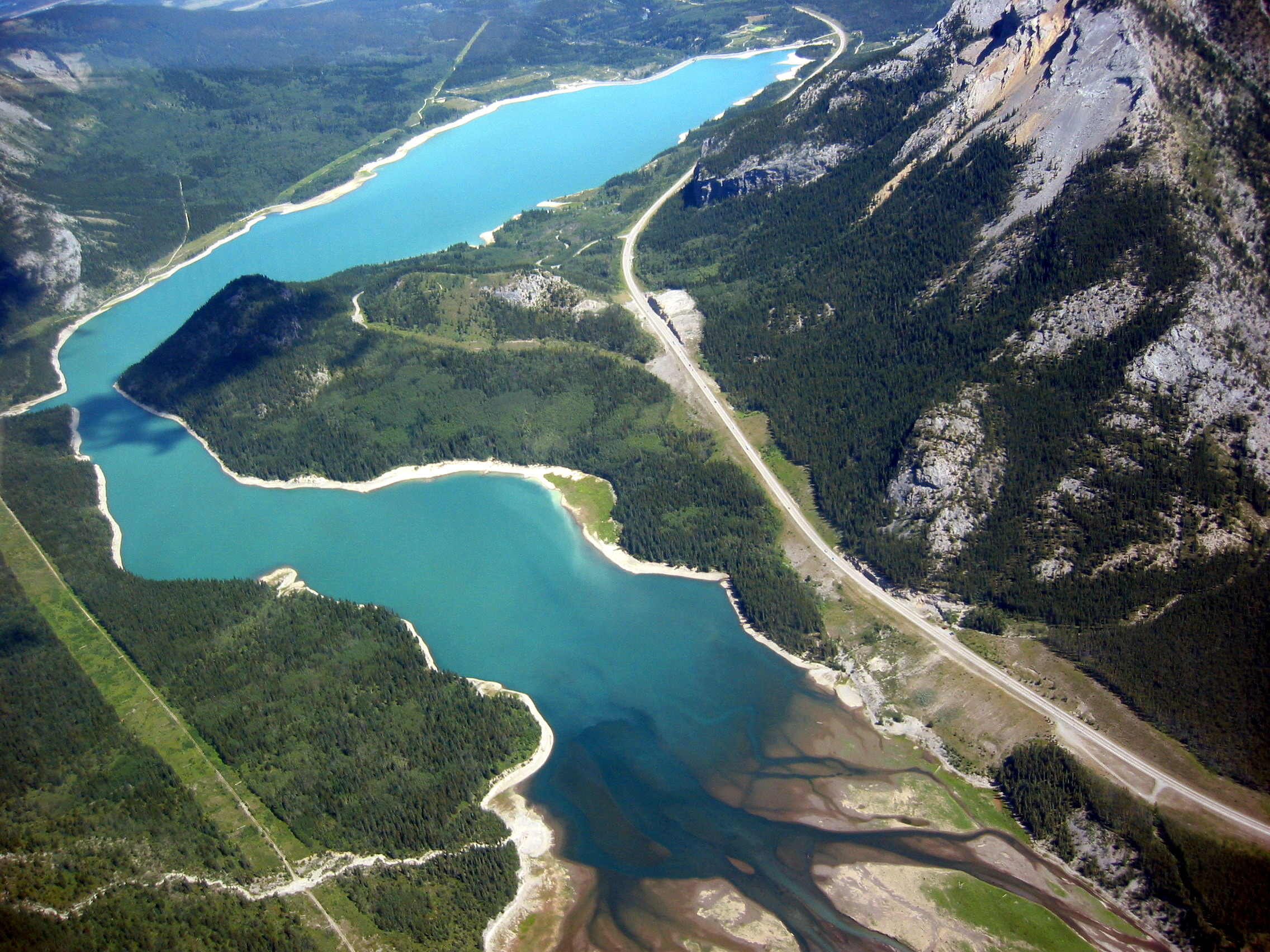
Lac Barrier

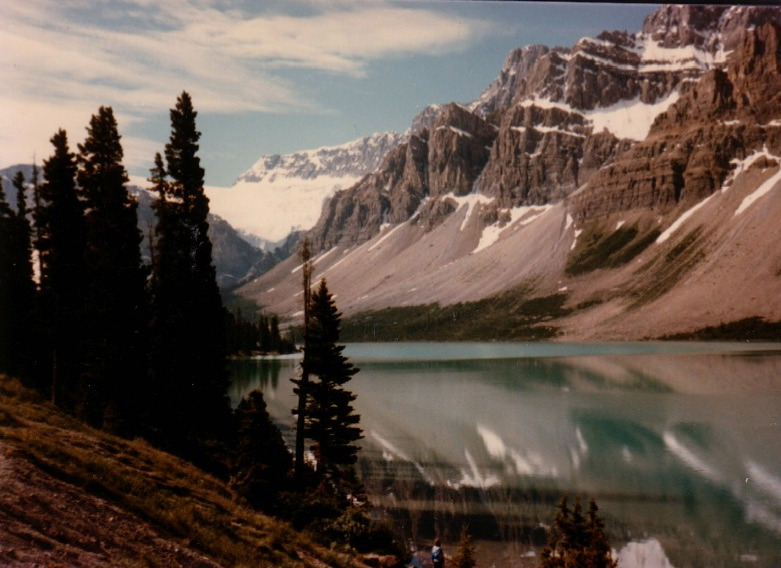
Lac Bow

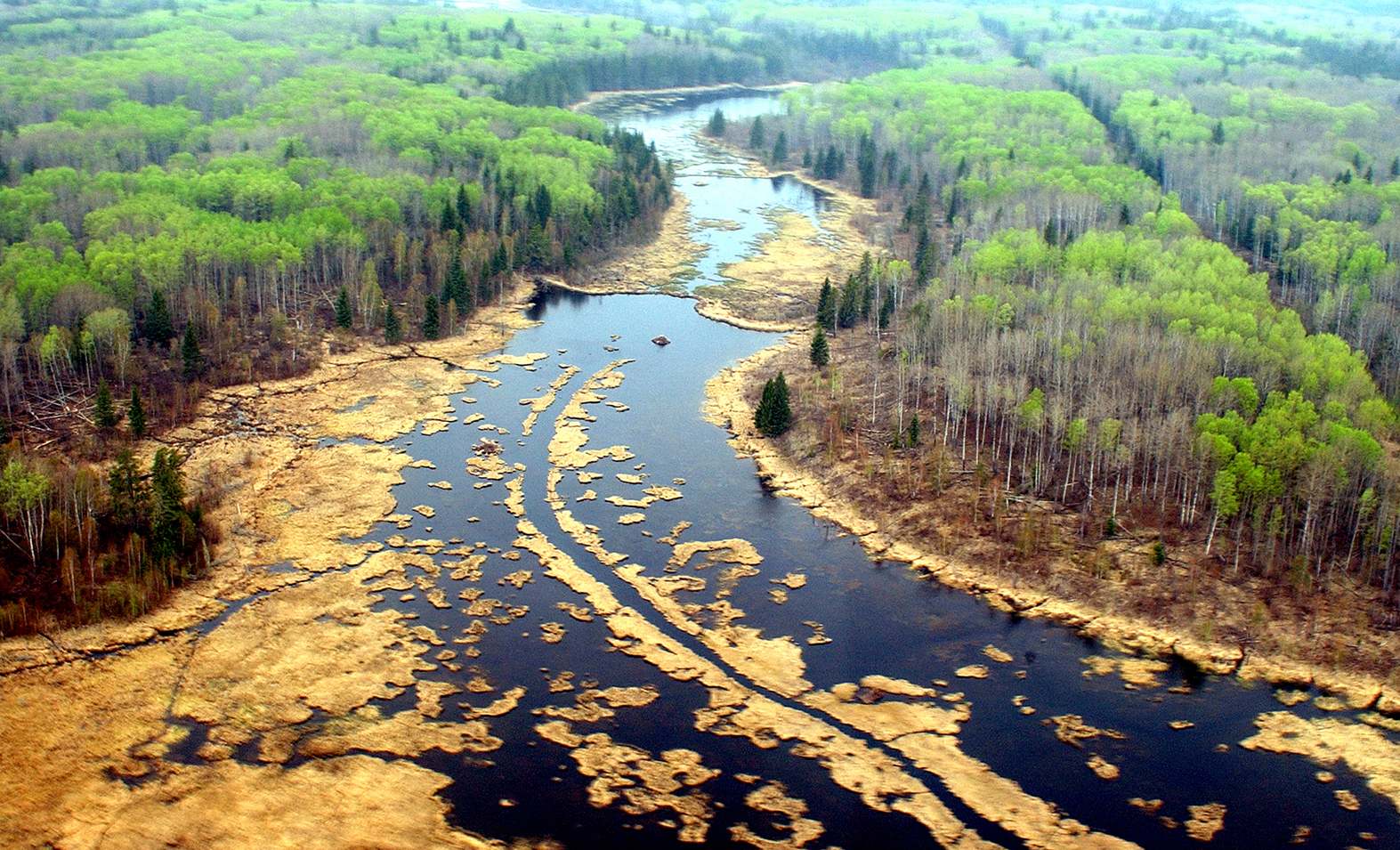
Lac Cold

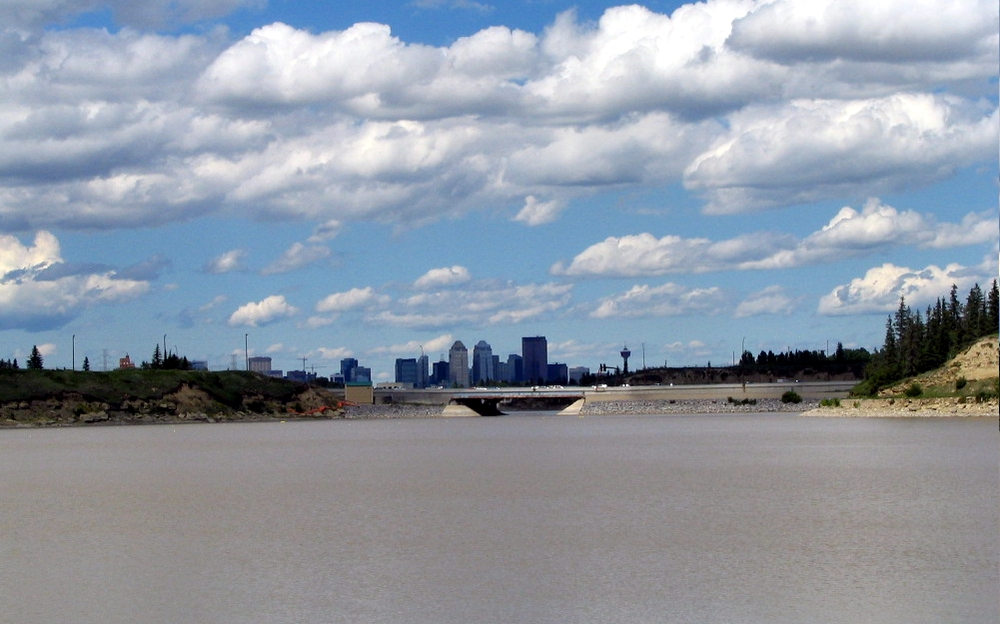
Glenmore Reservoir

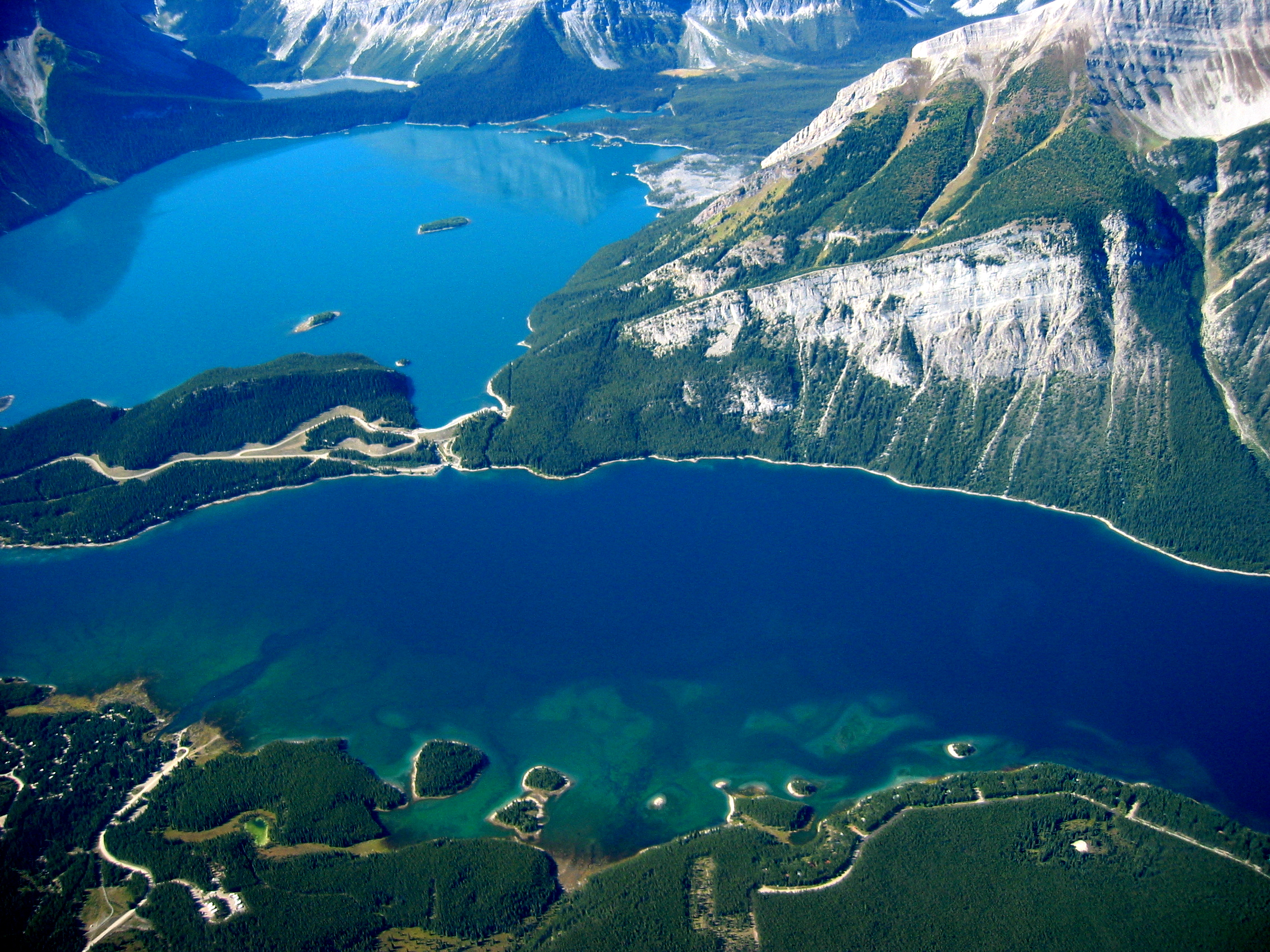
Upper et Lower Kananaskis Lakes

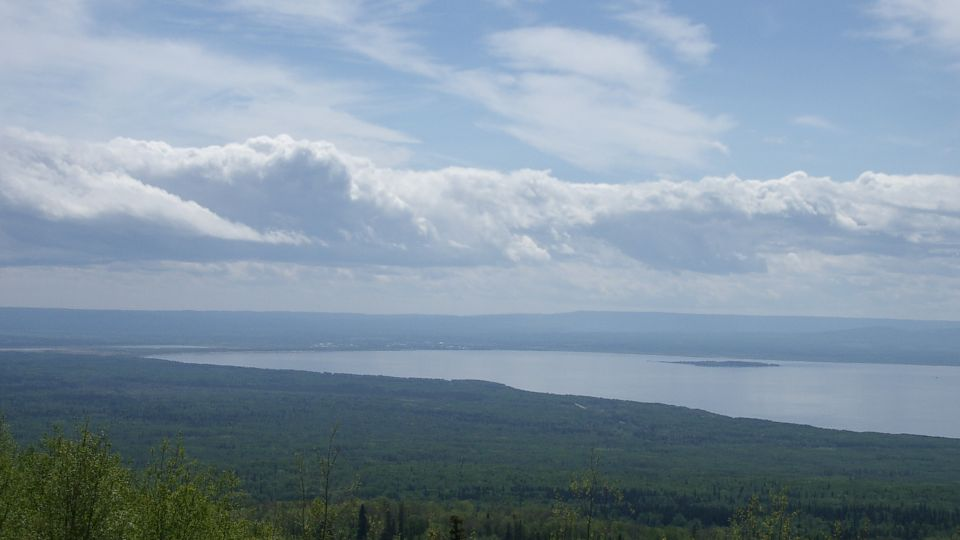
Lesser Slave Lake

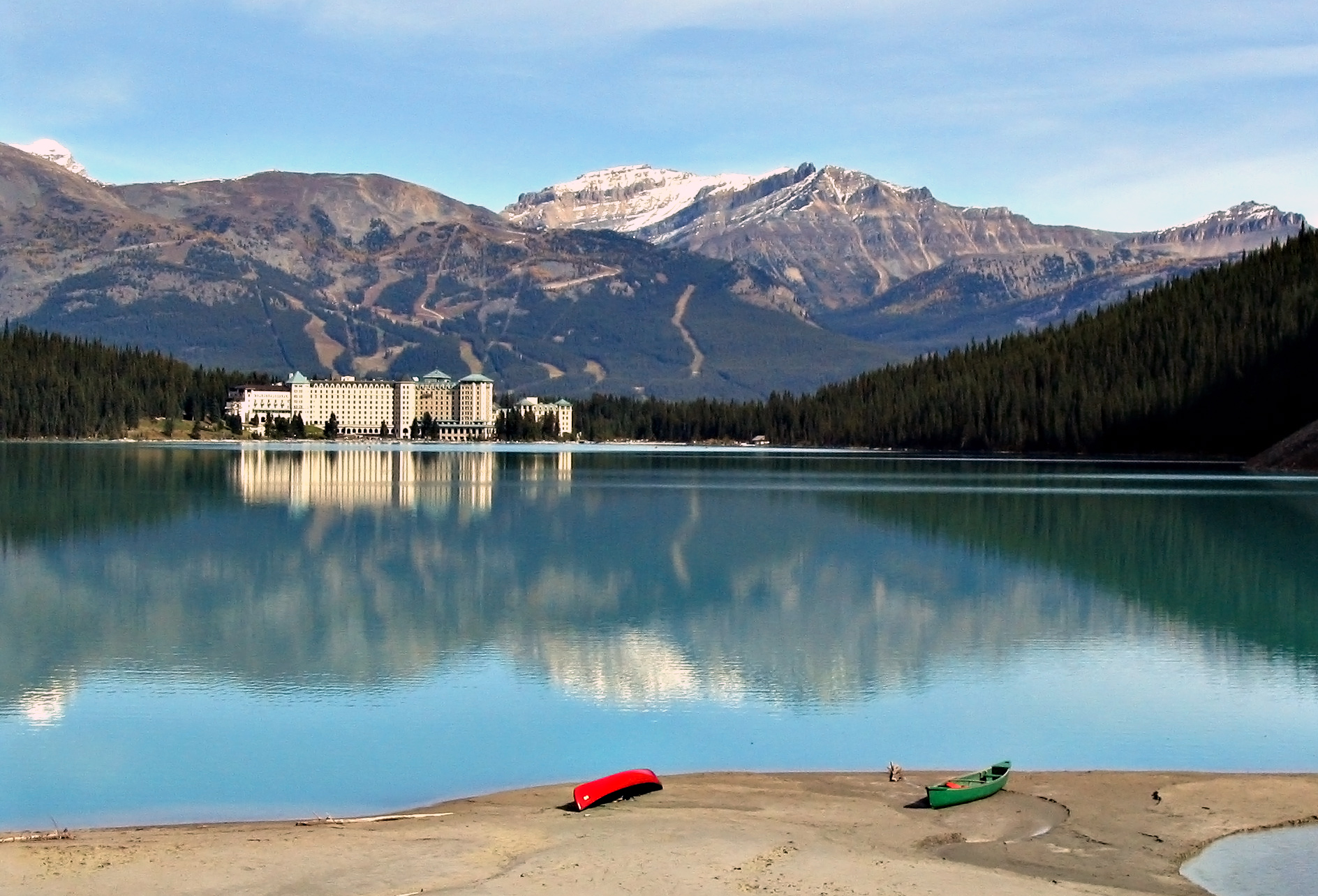
Lac Louise

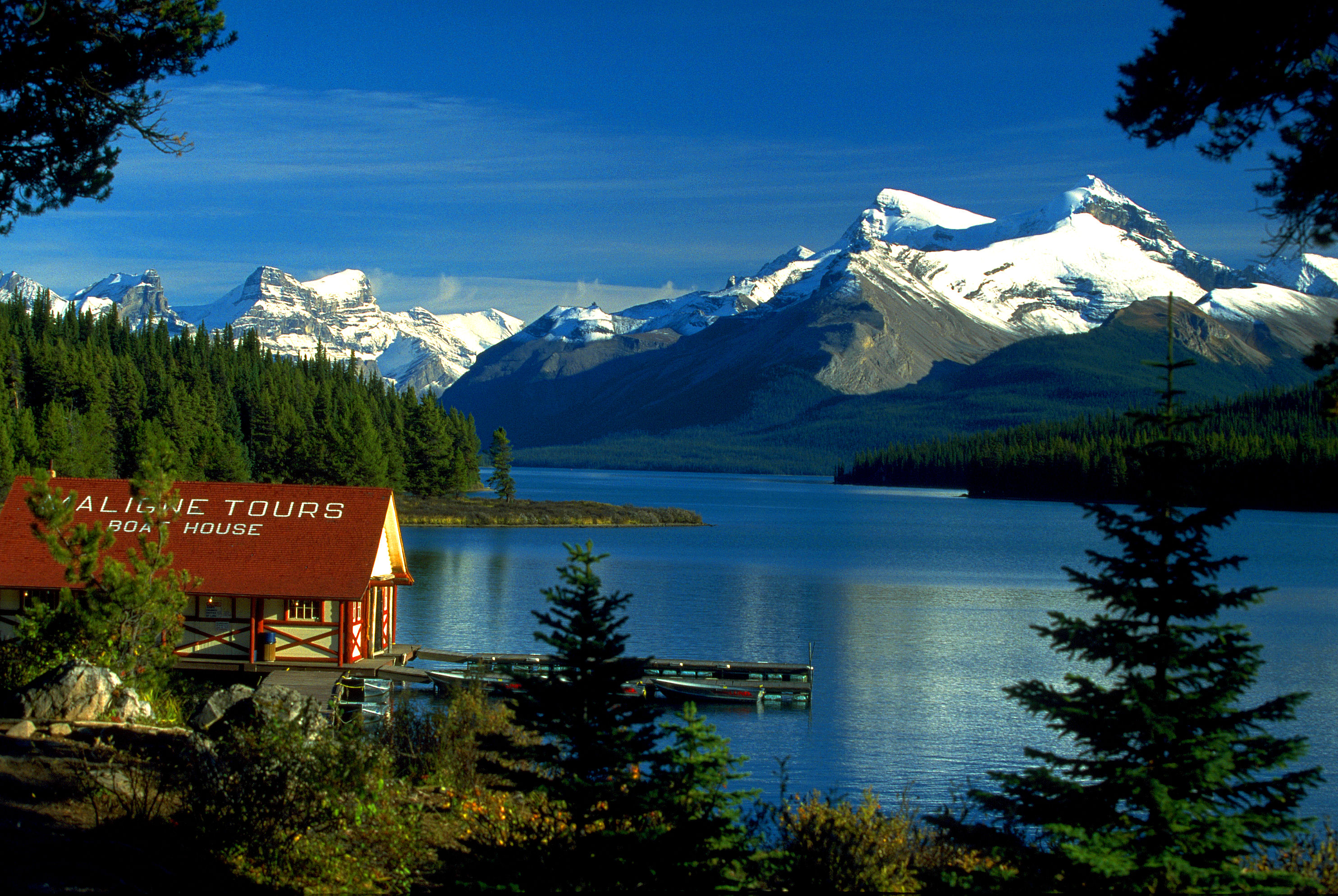
Lac Maligne

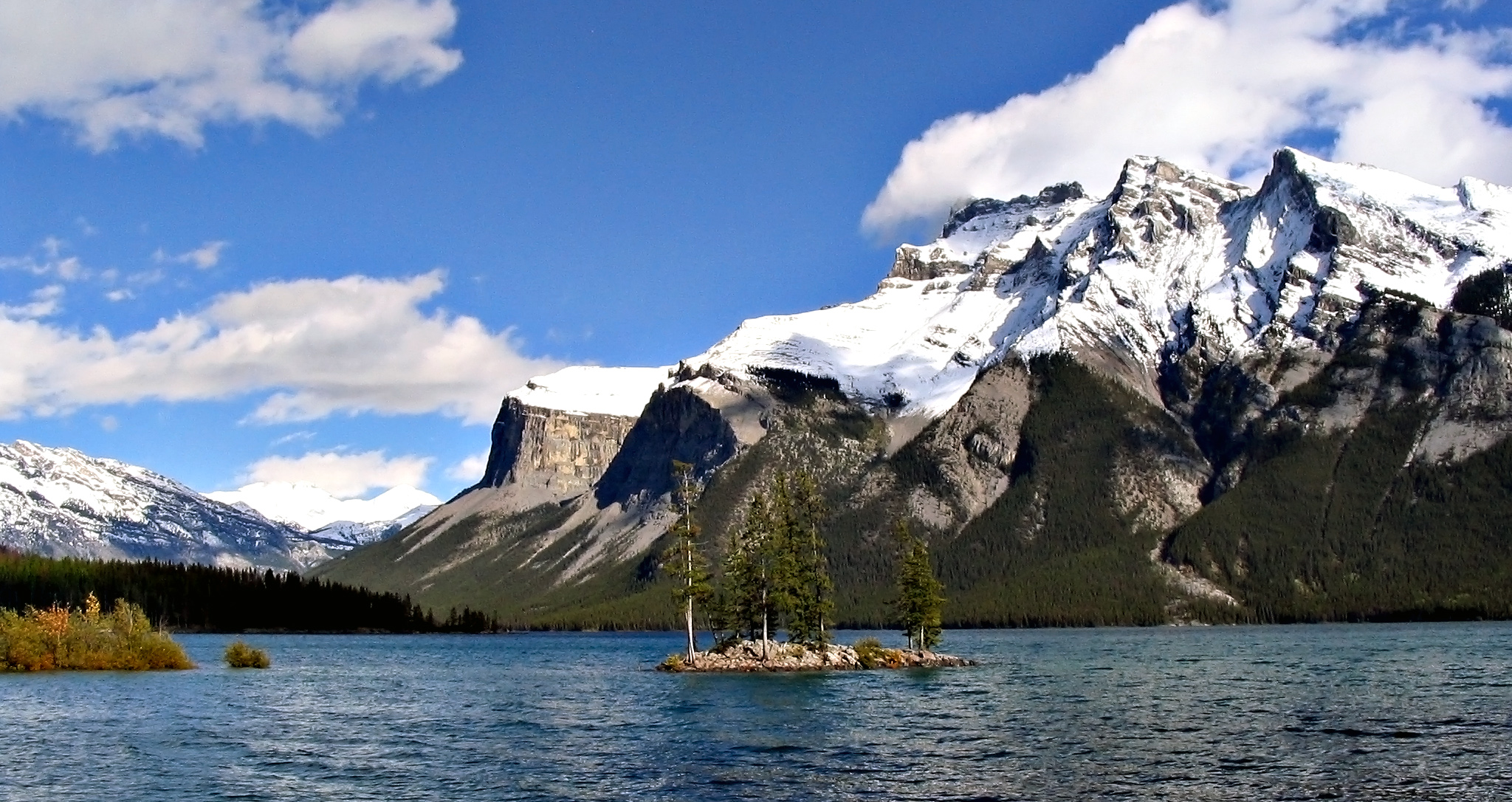
Lac Minnewanka

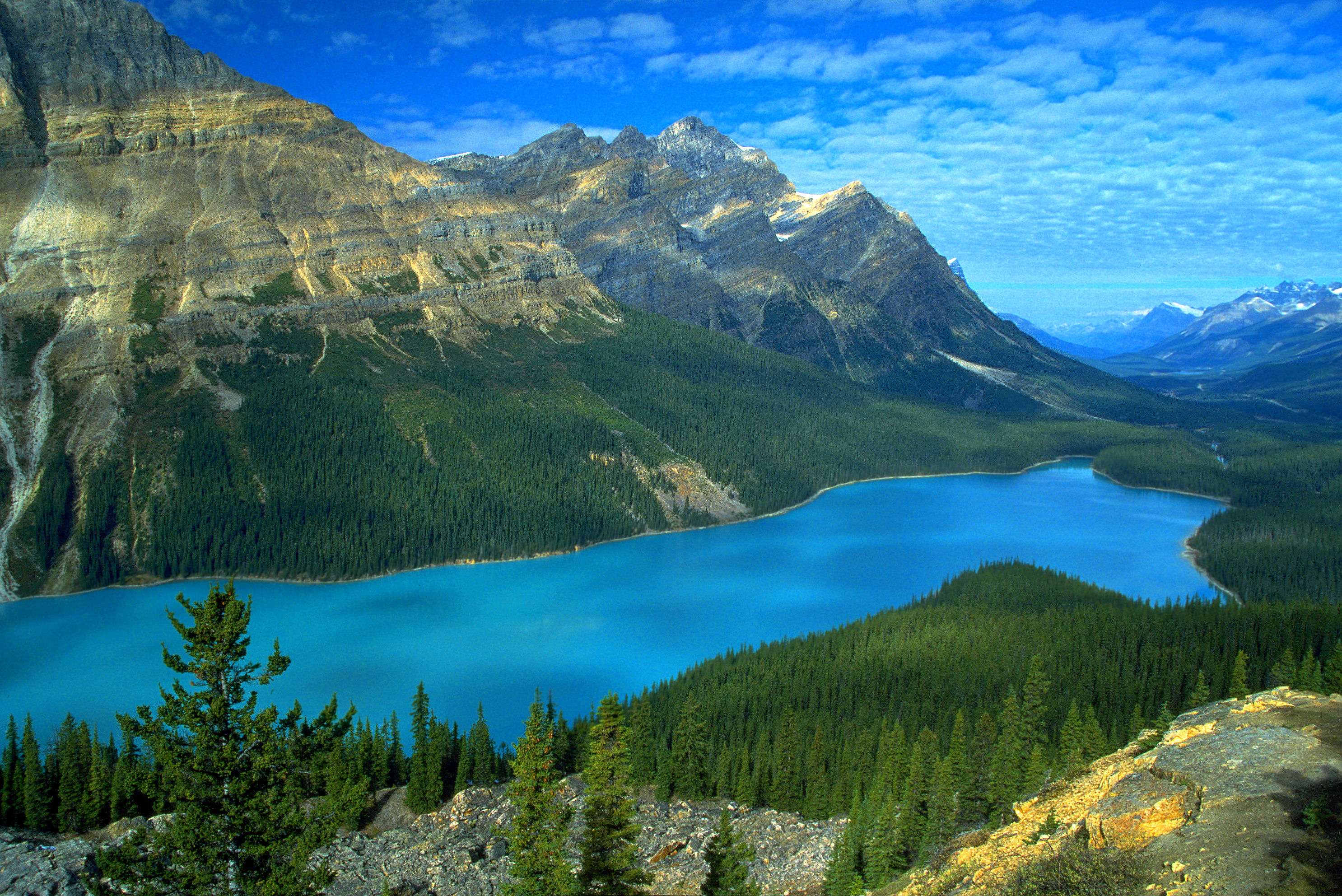
Lac Peyto

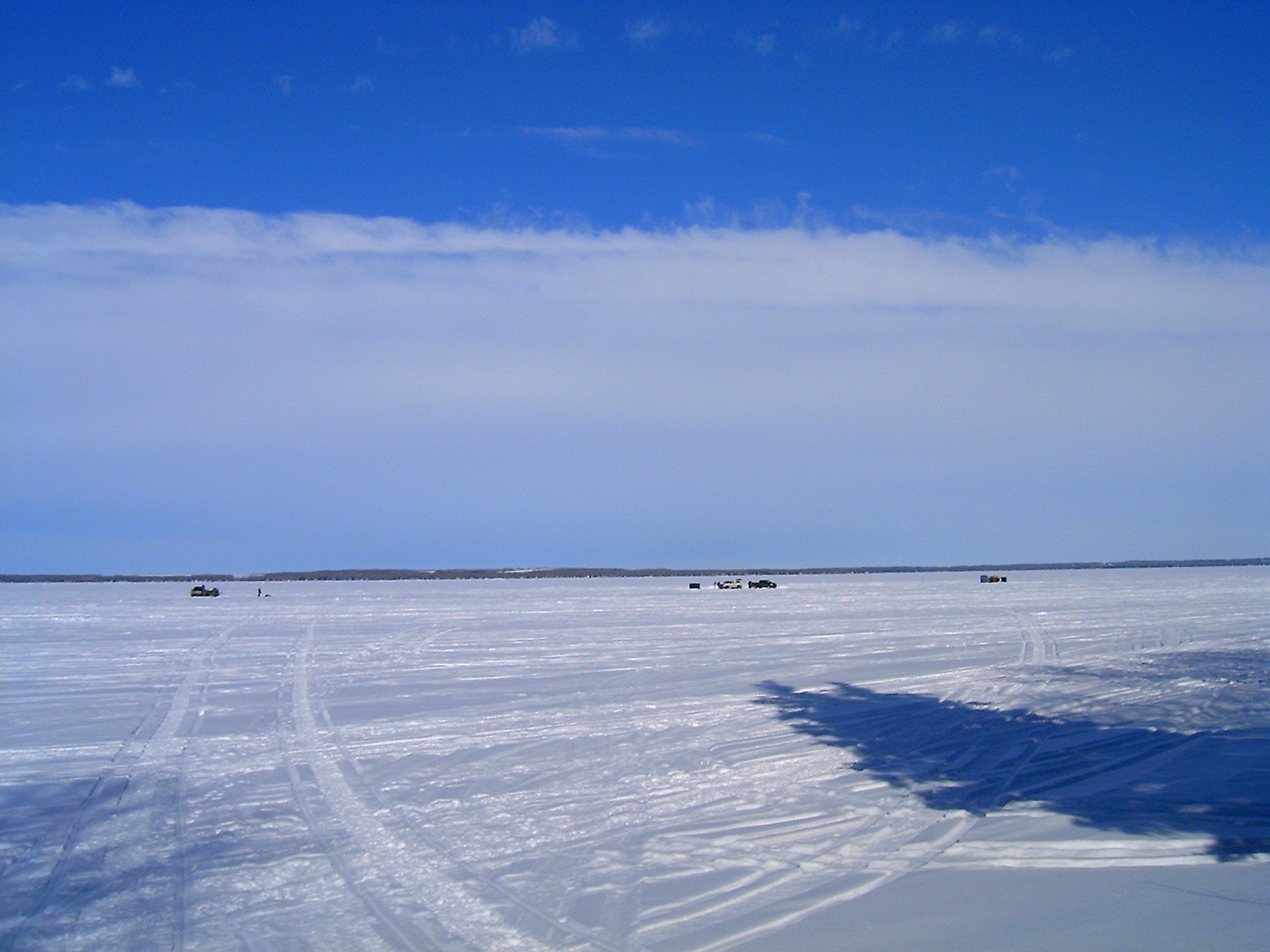
Lac Pigeon.

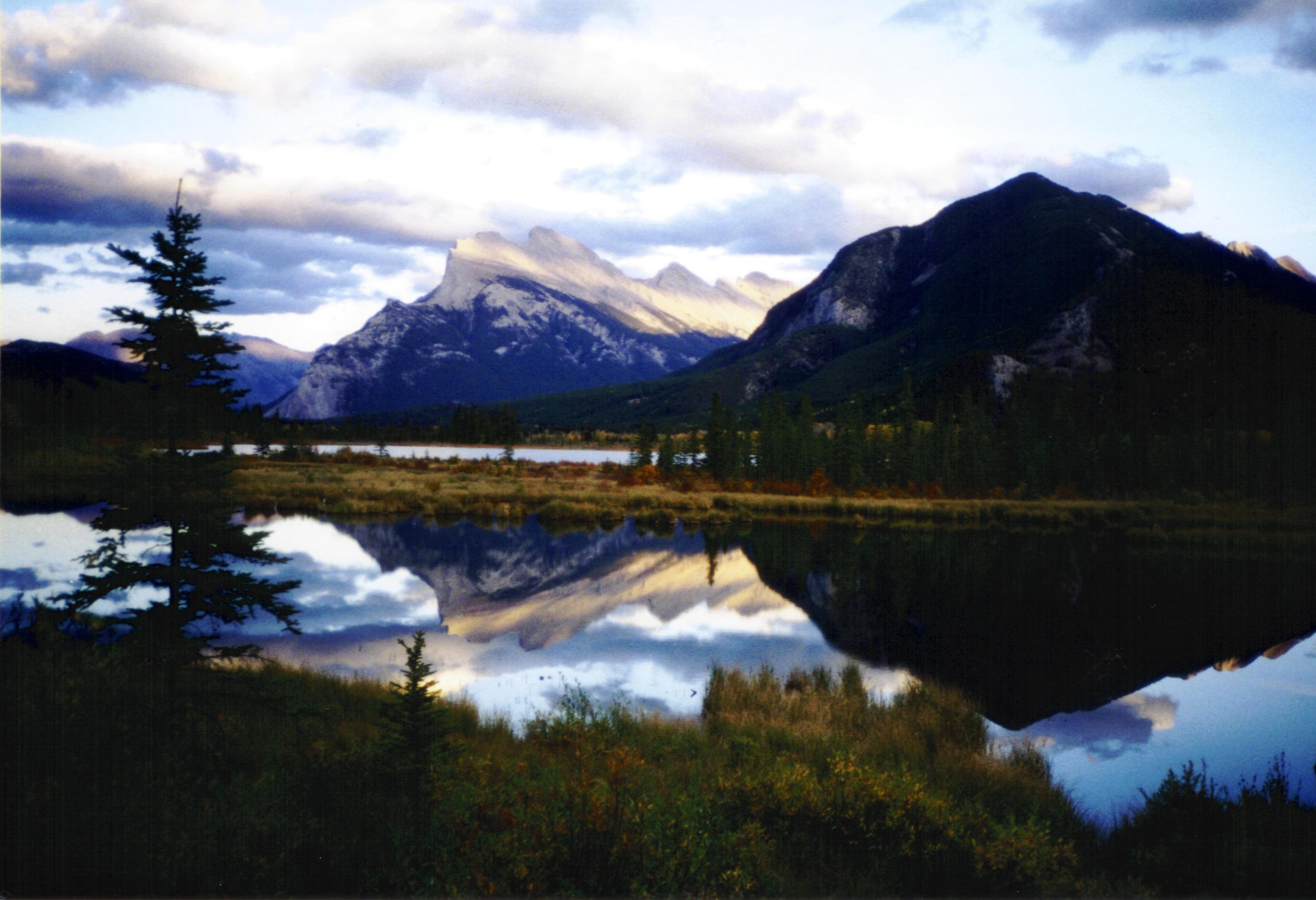
Lacs Vermilion

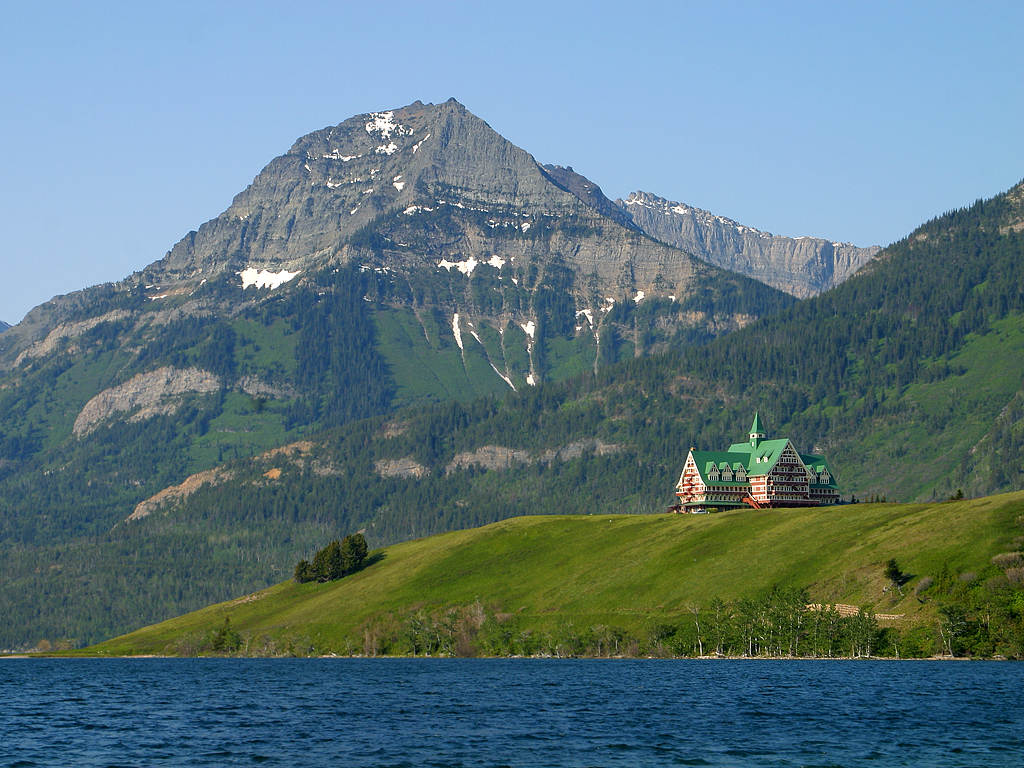
Lac Waterton

Liste des lacs de la province d'Alberta au Canada
La plupart des lacs de l'Alberta se sont formés pendant la dernière ère glaciaire il y a environ 12 000 ans.
Il y a plusieurs types de lacs en Alberta, en allant des lacs glaciaires dans les Rocheuses canadiennes aux lacs peu profonds et de petite taille dans les prairies, des lacs à l'eau marron dans la forêt boréale au nord, des muskegs, kettles et grands lacs avec des rives sablonneuses et une eau transparente dans les plaines centrales.
La répartition des lacs à travers la province d'Alberta est irrégulière, avec de nombreux plans d'eau dans les régions humides du nord-est et de le comté de Lakeland, et très peu dans les régions sèches du sud-est

## Bassins versants
La plupart des eaux d'Alberta s'écoulent en direction du nord-est, à travers quatre principales rivières collectant ces eaux. Les rivières de la Paix et Athabasca s'écoulent vers le nord dans l'océan Arctique alors que les rivières Saskatchewan Nord et Sud s'écoulent vers l'est dans le Lac Winnipeg et la baie d'Hudson. La rivière Beaver, plus petite, à l'est de la région du centre de l'Alberta] coule dans le fleuve Churchill puis dans la baie d'Hudson, alors que la rivière Milk au sud s'écoule en direction du sud-est dans le Missouri et dans le golfe du Mexique.

## Liste des lacs
- Haut – A
- B
- C
- D
- E
- F
- G
- H
- I
- J
- K
- L
- M
- N
- O
- P
- Q
- R
- S
- T
- U
- V
- W
- X
- Y
- Z

| Lac                    | Fleuve                    | Bassin           | Superficie (km²) | Remarque                                             |
| ---------------------- | ------------------------- | ---------------- | ---------------- | ---------------------------------------------------- |
| Lac Abraham            | Rivière Saskatchewan Nord | Baie d'Hudson    | 53.7             | lac artificiel                                       |
| Lac Agnes              | Bow River                 | Baie d'Hudson    | 0.52             | lac glaciaire                                        |
| Lac Amisk              | Beaver River              | Hudson Bay       | 5.3              |                                                      |
| Lac Athabasca          | Rivière des Esclaves      | Océan Arctique   | 7850             | Deux-tiers en Saskatchewan                           |
| Lac Baptiste           | Rivière Athabasca         | Océan Arctique   | 9.8              |                                                      |
| Lac Barrier            | Rivière Kananaskis        | Baie d'Hudson    | 2.6              | lac artificiel                                       |
| Lac Battle             | Battle River              | Baie d'Hudson    | 4.6              |                                                      |
| Lac Beauvais           | Rivière Oldman            | Baie d'Hudson    | 0.9              |                                                      |
| Lac Beauvert           | Rivière Athabasca         | Océan Arctique   | 0.4              |                                                      |
| Lac Beaver             | Beaver River              | Baie d'Hudson    | 33.1             |                                                      |
| Lac Beaverhill         | Rivière Saskatchewan Nord | Baie d'Hudson    | 139              |                                                      |
| Lac Bistcho            | Rivière Petitot           | Océan Arctique   | 426              |                                                      |
| Lac Bonnie             | Rivière Saskatchewan Nord | Baie d'Hudson    | 3.77             |                                                      |
| Lac Bow                | Bow River                 | Baie d'Hudson    | 3.21             | lac glaciaire                                        |
| Lac Brûlé              | Rivière Athabasca         | Océan Arctique   | 14.5             | Le lac se forme le long de la rivière Athabasca      |
| Lac Buffalo            | Red Deer River            | Hudson Bay       | 93.5             |                                                      |
| Lac Calling            | Rivière Athabasca         | Océan Arctique   | 134              |                                                      |
| Lac Cardinal           | Rivière de la Paix        | Océan Arctique   | 50               |                                                      |
| Lac Chester            | Spray River               | Baie d'Hudson    | 0.51             | lac glaciaire                                        |
| Lac Chestermere        | Bow River                 | Baie d'Hudson    | 2.7              | lac artificiel                                       |
| Lac Chip               | Lobstick River            | Océan Arctique   | 73               |                                                      |
| Lac Claire             | Rivière de la Paix        | Océan Arctique   | 1436             | Plus grand lac situé exclusivement en Alberta        |
| Lac Coal               | Battle River              | Baie d'Hudson    | 10.9             |                                                      |
| Cold Lake              | Beaver River              | Baie d'Hudson    | 373              | En partie en Saskatchewan                            |
| Lac Elbow              | Rivière Elbow             | Baie d'Hudson    | 0.53             |                                                      |
| Lac Elkwater           | Rivière Saskatchewan Sud  | Baie d'Hudson    | 2.31             |                                                      |
| Ghost Lake             | Bow River                 | Baie d'Hudson    | 11.6             | lac artificiel                                       |
| Lac Gleniffer          | Red Deer River            | Baie d'Hudson    | 17.6             | lac artificiel                                       |
| Glenmore Reservoir     | Rivière Elbow             | Baie d'Hudson    | 3.8              | lac artificiel                                       |
| Lac Gregoire           | Rivière Athabasca         | Océan Arctique   | 25.8             |                                                      |
| Lac Gull               | Red Deer River            | Baie d'Hudson    | 80.6             |                                                      |
| Headwall Lakes         | Rivière Kananaskis        | Baie d'Hudson    | 0.66             | lac glaciaire (0.45+0.21 km²)                        |
| Lac Hector             | Bow River                 | Baie d'Hudson    | 5.23             | lac glaciaire                                        |
| Lac Hidden             | Bow River                 | Baie d'Hudson    | 0.4              | lac glaciaire                                        |
| Lac Hoselaw            | Rivière Saskatchewan Nord | Baie d'Hudson    | 0.4              |                                                      |
| Lac Jessie             | Beaver River              | Baie d'Hudson    | 5.5              |                                                      |
| Kananaskis Lakes       | Rivière Kananaskis        | Baie d'Hudson    | 14.40            | Upper and Lower réservoir (8,40+6,0 km²)             |
| Lac la Biche           | Beaver River              | Baie d'Hudson    | 236              |                                                      |
| Lac la Nonne           | Rivière Pembina           | Océan Arctique   | 12.28            |                                                      |
| Lac Santé              | N/A                       | Baie d'Hudson    | N/A              |                                                      |
| Petit lac des Esclaves | Lesser Slave River        | Océan Arctique   | 1160             | Deuxième plus grand lac exclusivement en Alberta     |
| Lac Louise             | Bow River                 | Baie d'Hudson    | 0.8              | lac glaciaire                                        |
| Lac Maligne            | Rivière Athabasca         | Océan Arctique   | 19.7             | lac glaciaire                                        |
| Lac McGregor           | Bow River                 | Baie d'Hudson    | 51.4             | réservoir                                            |
| Medicine Lake          | Rivière Athabasca         | Océan Arctique   | 3.7              |                                                      |
| Milk Reservoir         | Milk River                | Golfe du Mexique | 14               | lac artificiel                                       |
| Lac Minnewanka         | Bow River                 | Baie d'Hudson    | 21.5             | lac glaciaire agrandi par un barrage                 |
| Lac Moose              | Beaver River              | Baie d'Hudson    | 40.8             |                                                      |
| Lac Moraine            | Bow River                 | Baie d'Hudson    | 0.5              | lac glaciaire                                        |
| Lac Muriel             | Beaver River              | Baie d'Hudson    | 64.1             |                                                      |
| Lac Newell             | Bow River                 | Baie d'Hudson    | 66.4             | lac artificiel                                       |
| Lac Pakowki            | Milk River                | Golfe du Mexique | 123.7            | Plus grand lac dans le southern Alberta              |
| Lac Peerless           | Rivière de la Paix        | Océan Arctique   | 82.6             |                                                      |
| Lac Peyto              | Mistaya River             | Baie d'Hudson    | 1.4              | lac glaciaire                                        |
| Lac Pigeon             | Battle River              | Baie d'Hudson    | 96.7             |                                                      |
| Lac Pinehurst          | Sand River                | Baie d'Hudson    | 35.4             |                                                      |
| Lac Primrose           | Beaver River              | Baie d'Hudson    | 448              | Principalement en Saskatchewan, 18 km² en Alberta    |
| Lac Pyramid            | Rivière Athabasca         | Océan Arctique   | 1.2              |                                                      |
| Lac Red Deer           | Battle River              | Baie d'Hudson    | 21               |                                                      |
| Lac Saskatoon          | Rivière de la Paix        | Océan Arctique   | 7.47             |                                                      |
| Lac Sikome             | Bow River                 | Hudson Bay       | 0.4              | lac artificiel à Calgary                             |
| Lac Skeleton           | Beaver River              | Baie d'Hudson    | 7.89             |                                                      |
| Spray Lakes            | Bow River                 | Baie d'Hudson    | 19.9             | Dammed for power generation and first filled in 1950 |
| Lac Ste. Anne          | Rivière Saskatchewan Nord | Hudson Bay       | 54.5             |                                                      |
| Lac Stirling           | Milk River                | Golfe du Mexique | 5.9              |                                                      |
| Lac Sturgeon           | Rivière Smoky             | Océan Arctique   | 49.1             |                                                      |
| Lac Sylvan             | Red Deer River            | Hudson Bay       | 42.8             |                                                      |
| Lac Thunder            | Rivière Athabasca         | Océan Arctique   | 7.03             |                                                      |
| Lac Utikuma            | Rivière de la Paix        | Océan Arctique   | 295              |                                                      |
| Lacs Vermilion         | Bow River                 | Baie d'Hudson    | 0.48             | series of lakes along the Bow River                  |
| Lac Wabamun            | Rivière Saskatchewan Nord | Hudson Bay       | 81.8             |                                                      |
| Lac Wabasca            | Rivière Wabasca           | Océan Arctique   | 161              | South and North Wabasca Lac (61.6+99.4 km²)          |
| Lac Waterton           | Rivière Oldman            | Hudson Bay       | 11.6             | partly in Montana                                    |
| Lac Winagami           | Rivière Athabasca         | Océan Arctique   | 46.7             |                                                      |
| Lac Winefred           | Clearwater River          | Océan Arctique   | 122.8            |                                                      |
| Lac Wizard             | Rivière Saskatchewan Nord | Baie d'Hudson    | 2.48             |                                                      |
| Lac Zama               | Hay River                 | Océan Arctique   | 55.5             |                                                      |

### Lacs plus importants
La partie du lac Athabasca située à l'intérieur des frontières de l'Alberta, est la plus grade surface lacustre de la province. Le principal lac situé exclusivement en Alberta est le lac Claire.
1. Lac Athabasca - 7 850 km2 (en partie en Saskatchewan, 2 295 km2 en Alberta)
2. Lac Claire - 1 436 km2
3. Petit lac des Esclaves - 1 160 km2
4. Lac Bistcho - 426 km2
5. Lac Utikuma - 295,5 km2
6. Lac Cold - 280 km2 (en partie en Saskatchewan, 248 km2 en Alberta)
7. Lac la Biche - 236 km2
8. Lac Beaverhill - 139 km2
9. Lac Calling - 134 km2
10. Lac Winefred - 123 km2